# Satō Ryūji
Satō Ryūji (佐藤 隆治 (Tá-Đằng Long-Trị) sinh ngày 16 tháng 4 năm 1977) là trọng tài bóng đá người Nhật đến từ thành phố Ichinomiya, tỉnh Aichi. Ông là trọng tài ở J. League 1 của Nhật Bản và từng tham gia làm trọng tài nhiều trận bóng tại AFC Champions League, vòng loại Giải vô địch bóng đá thế giới. Hiện, ông đang sinh sống ở thị trấn Agui, quận Chita. Ông cũng đã từng giành giải trọng tài xuất sắc nhất J.League lần lượt vào năm 2018 và năm 2022.
Từ ngày 15 tháng 12 năm 2022, ông đã nghỉ hưu với công việc trọng tài.

## Cuộc đời
Ông đã bắt đầu tiếp xúc đến bóng đá từ thời học tiểu học và tiếp tục chơi cho đến những ngày học ở Trường Trung học Ichinomiya, tỉnh Aichi và Đại học Tsukuba, nhưng sau đó ông đã từ bỏ sự nghiệp cầu thủ và giải nghệ. Sau khi trở về quê hương, ông đã làm giáo viên cấp ba và nhằm thuận tiện trong việc giảng dạy, ông đã học tập và có được tấm bằng trọng tài hạng hai, nó có thể giúp ông làm trọng tài cho các trận đấu khu vực.

## Sự nghiệp
Sự nghiệp của ông đã được bắt đầu vào năm 2002 khi cựu trọng tài bóng đá Toru Kamikawa đã thấy và hướng ông đến với con đường trọng tài chuyên nghiệp. Ông đã khá lớn tuổi khi bắt đầu đặt mục tiêu trở thành một trọng tài chuyên nghiệp. Vào năm 2004, ông đã học tại Trường trọng tài, một cơ sở đào tạo trọng tài do Hiệp hội bóng đá Nhật Bản (JFA) thành lập và được trở thành trọng tài hạng nhất vào tháng 12 cùng năm. Năm 2007, ông được đăng ký trở thành trọng tài cho J2 League (Giải bóng đá hạng nhì Nhật Bản). Kể từ mùa giải tháng 8 năm 2008, ông đã trở thành trọng tài cho J.League (Giải bóng đá chuyên nghiệp Nhật Bản).
Từ năm 2009, ông đã được đăng ký trở thành trọng tài quốc tế và hoạt động tích cực với tư cách là một trọng tài hạng tư. Tại Giải vô địch bóng đá U-20 Qatar được tổ chức vào tháng 1 cùng năm, ông được chọn làm trọng tài bắt trận khai mạc và được kỳ vọng là một trọng tài chớm nở của Liên đoàn bóng đá châu Á.
Ở mùa giải năm 2009, ông là trọng tài trẻ thứ 3 phụ trách cho J.League và được xem là một trong tài chuyên nghiệp cùng năm. Từ tháng 7 năm 2010, anh được cử đến Anh cùng với Minoru Tojo trong chương trình giao lưu giữa Hiệp hội bóng đá Nhật Bản và Hiệp hội bóng đá Anh.
Cùng với trợ lý trọng tài Toru Sagara và Hiroshi Yamauchi, ông được chọn làm trọng tài phụ trách Giải vô địch bóng đá thế giới 2018 và Giải vô địch bóng đá thế giới các câu lạc bộ 2018 (tại Giải vô địch bóng đá thế giới, ông không được phân công làm trọng tài chính mà phụ trách trọng tài hạng tư ở vòng bảng cho 4 trận).
Vào năm 2014, ông đã trở thành trọng tài ngoại quốc đầu tiên điều hành một trận đấu trong khuôn khổ Giải bóng đá vô địch quốc gia Việt Nam trong trận giữa CLB Bình Dương và CLB Thanh Hóa với tỉ số 2-0.
Vào ngày 23 tháng 9 năm 2018, ông trở thành trọng tài J1 League thứ 10 có tổng cộng 200 trận đấu tại J1 League thứ 23 trong trận đấu giữa Urawa Reds và Vissel Kobe. Ông cũng đã lần đầu tiên giành giải trọng tài xuất sắc nhất năm.
Vào năm 2019, ông được lựa chọn cùng nhiều trọng tài Nhật Bản khác đảm nhận Cúp bóng đá châu Á 2019 và phụ trách hai trận vòng bảng, một trận vòng 16 đội và một trận tứ kết. Trong trận giao hữu giữa Đội tuyển bóng đá U-24 quốc gia Nhật Bản và Đội tuyển bóng đá U-24 quốc gia Argentina được tổ chức tại sân vận động Tokyo ngày 26 tháng 3 năm 2021, ông cùng nhiều trọng tài khác đã điều khiển trận đấu vòng.
Vào năm 2022, ông làm trọng tài cho trận Chung kết Cúp Hoàng đế Nhật Bản, trận Chung kết Giải bóng đá vô địch toàn Nhật Bản JFA lần thứ 102 giữa Ventforet Kofu và Sanfrecce Hiroshima. Trong năm đó, ông cũng đã giành giải trọng tài xuất sắc nhất năm. Vào ngày 15 tháng 12 năm 2022, Hiệp hội bóng đá Nhật Bản xác nhận ông sẽ nghỉ hưu công việc trọng tài tại tất cả các giải đấu hàng đầu.

## Thống kê

### Trận đấu trong nước
| Thống kê số lần đảm nhận vai trò trọng tài của Satō Ryūji tại các giải quốc nội | Thống kê số lần đảm nhận vai trò trọng tài của Satō Ryūji tại các giải quốc nội | Thống kê số lần đảm nhận vai trò trọng tài của Satō Ryūji tại các giải quốc nội | Thống kê số lần đảm nhận vai trò trọng tài của Satō Ryūji tại các giải quốc nội | Thống kê số lần đảm nhận vai trò trọng tài của Satō Ryūji tại các giải quốc nội | Thống kê số lần đảm nhận vai trò trọng tài của Satō Ryūji tại các giải quốc nội | Thống kê số lần đảm nhận vai trò trọng tài của Satō Ryūji tại các giải quốc nội | Thống kê số lần đảm nhận vai trò trọng tài của Satō Ryūji tại các giải quốc nội | Thống kê số lần đảm nhận vai trò trọng tài của Satō Ryūji tại các giải quốc nội | Thống kê số lần đảm nhận vai trò trọng tài của Satō Ryūji tại các giải quốc nội | Thống kê số lần đảm nhận vai trò trọng tài của Satō Ryūji tại các giải quốc nội |
| Năm                                                                             | J1 League                                                                       | J1 League                                                                       | J2 League                                                                       | J2 League                                                                       | J3 League                                                                       | J3 League                                                                       | Cúp liên đoàn                                                                   | Cúp liên đoàn                                                                   | Cúp Thiên Hoàng                                                                 | Cúp Thiên Hoàng                                                                 |
| Năm                                                                             | Trọng tài chính                                                                 | Trợ lý trọng tài                                                                | Trọng tài chính                                                                 | Trợ lý trọng tài                                                                | Trọng tài chính                                                                 | Trợ lý trọng tài                                                                | Trọng tài chính                                                                 | Trợ lý trọng tài                                                                | Trọng tài chính                                                                 | Trợ lý trọng tài                                                                |
| ------------------------------------------------------------------------------- | ------------------------------------------------------------------------------- | ------------------------------------------------------------------------------- | ------------------------------------------------------------------------------- | ------------------------------------------------------------------------------- | ------------------------------------------------------------------------------- | ------------------------------------------------------------------------------- | ------------------------------------------------------------------------------- | ------------------------------------------------------------------------------- | ------------------------------------------------------------------------------- | ------------------------------------------------------------------------------- |
| 2005                                                                            | -                                                                               | -                                                                               | -                                                                               | -                                                                               | -                                                                               | -                                                                               | -                                                                               | -                                                                               | 0                                                                               | 1                                                                               |
| 2006                                                                            | -                                                                               | -                                                                               | -                                                                               | -                                                                               | -                                                                               | -                                                                               | -                                                                               | -                                                                               | 1                                                                               | 0                                                                               |
| 2007                                                                            | 3                                                                               | 0                                                                               | 14                                                                              | 0                                                                               | -                                                                               | -                                                                               | 0                                                                               | 0                                                                               | 2                                                                               | 0                                                                               |
| 2008                                                                            | 19                                                                              | 0                                                                               | 3                                                                               | 0                                                                               | -                                                                               | -                                                                               | 3                                                                               | 0                                                                               | 2                                                                               | 0                                                                               |
| 2009                                                                            | 19                                                                              | 0                                                                               | 10                                                                              | 0                                                                               | -                                                                               | -                                                                               | 4                                                                               | 0                                                                               | 2                                                                               | 0                                                                               |
| 2010                                                                            | 18                                                                              | 0                                                                               | 9                                                                               | 0                                                                               | -                                                                               | -                                                                               | 2                                                                               | 0                                                                               | 4                                                                               | 0                                                                               |
| 2011                                                                            | 19                                                                              | 0                                                                               | 7                                                                               | 0                                                                               | -                                                                               | -                                                                               | 1                                                                               | 0                                                                               | 1                                                                               | 0                                                                               |
| 2012                                                                            | 14                                                                              | 0                                                                               | 14                                                                              | 0                                                                               | -                                                                               | -                                                                               | 4                                                                               | 0                                                                               | 4                                                                               | 0                                                                               |
| 2013                                                                            | 21                                                                              | 0                                                                               | 12                                                                              | 0                                                                               | -                                                                               | -                                                                               | 4                                                                               | 0                                                                               | 1                                                                               | 0                                                                               |
| 2014                                                                            | 18                                                                              | 0                                                                               | 9                                                                               | 0                                                                               | 0                                                                               | 0                                                                               | 1                                                                               | 0                                                                               | 3                                                                               | 0                                                                               |
| 2015                                                                            | 16                                                                              | 0                                                                               | 11                                                                              | 0                                                                               | 0                                                                               | 0                                                                               | 2                                                                               | 0                                                                               | 2                                                                               | 0                                                                               |
| 2016                                                                            | 21                                                                              | 0                                                                               | 6                                                                               | 0                                                                               | 2                                                                               | 0                                                                               | 1                                                                               | 0                                                                               | 2                                                                               | 0                                                                               |
| 2017                                                                            | 17                                                                              | 0                                                                               | 7                                                                               | 0                                                                               | 0                                                                               | 0                                                                               | 4                                                                               | 0                                                                               | 2                                                                               | 0                                                                               |
| 2018                                                                            | 20                                                                              | 0                                                                               | 5                                                                               | 0                                                                               | 0                                                                               | 0                                                                               | 5                                                                               | 0                                                                               | 0                                                                               | 0                                                                               |
| 2019                                                                            | 21                                                                              | 0                                                                               | 5                                                                               | 0                                                                               | 0                                                                               | 0                                                                               | 3                                                                               | 0                                                                               | 3                                                                               | 0                                                                               |
| 2020                                                                            | 22                                                                              | 0                                                                               | 5                                                                               | 0                                                                               | 0                                                                               | 0                                                                               | 3                                                                               | 0                                                                               | 1                                                                               | 0                                                                               |
| 2021                                                                            | 10                                                                              | 0                                                                               | 1                                                                               | 0                                                                               | 0                                                                               | 0                                                                               | 1                                                                               | 0                                                                               | 0                                                                               | 0                                                                               |
| 2022                                                                            | 18                                                                              | 0                                                                               | 4                                                                               | 0                                                                               | 0                                                                               | 0                                                                               | 1                                                                               | 0                                                                               | 2                                                                               | 0                                                                               |
| Tổng                                                                            | 276                                                                             | 0                                                                               | 122                                                                             | 0                                                                               | 2                                                                               | 0                                                                               | 39                                                                              | 0                                                                               | 32                                                                              | 1                                                                               |

#### Giải bóng đá Nhật Bản(JFL)
| Thống kê số lần đảm nhận vai trò trọng tài của Satō Ryūji tại Giải bóng đá Nhật Bản | Thống kê số lần đảm nhận vai trò trọng tài của Satō Ryūji tại Giải bóng đá Nhật Bản | Thống kê số lần đảm nhận vai trò trọng tài của Satō Ryūji tại Giải bóng đá Nhật Bản |
| Năm                                                                                 | Trọng tài chính                                                                     | Trợ lý trọng tài                                                                    |
| ----------------------------------------------------------------------------------- | ----------------------------------------------------------------------------------- | ----------------------------------------------------------------------------------- |
| 2003                                                                                | 0                                                                                   | 2                                                                                   |
| 2004                                                                                | 0                                                                                   | 1                                                                                   |
| 2005                                                                                | 3                                                                                   | 3                                                                                   |
| 2006                                                                                | 4                                                                                   | 0                                                                                   |
| 2007                                                                                | 1                                                                                   | 0                                                                                   |
| Tổng                                                                                | 8                                                                                   | 6                                                                                   |

### Giải đấu quốc tế

#### AFC Champions League
| Thống kê số lần đảm nhận vai trò trọng tài của Satō Ryūji tại AFC Champions League | Thống kê số lần đảm nhận vai trò trọng tài của Satō Ryūji tại AFC Champions League | Thống kê số lần đảm nhận vai trò trọng tài của Satō Ryūji tại AFC Champions League | Thống kê số lần đảm nhận vai trò trọng tài của Satō Ryūji tại AFC Champions League | Thống kê số lần đảm nhận vai trò trọng tài của Satō Ryūji tại AFC Champions League |
| Năm                                                                                | AFC Champions League                                                               | AFC Champions League                                                               | Vòng loại AFC Champions League                                                     | Vòng loại AFC Champions League                                                     |
| Năm                                                                                | Trọng tài chính                                                                    | Trợ lý trọng tài                                                                   | Trọng tài chính                                                                    | Trợ lý trọng tài                                                                   |
| ---------------------------------------------------------------------------------- | ---------------------------------------------------------------------------------- | ---------------------------------------------------------------------------------- | ---------------------------------------------------------------------------------- | ---------------------------------------------------------------------------------- |
| 2012                                                                               | 4                                                                                  | 0                                                                                  | 0                                                                                  | 0                                                                                  |
| 2013                                                                               | 4                                                                                  | 0                                                                                  | 0                                                                                  | 0                                                                                  |
| 2014                                                                               | 4                                                                                  | 0                                                                                  | 1                                                                                  | 0                                                                                  |
| 2015                                                                               | 4                                                                                  | 0                                                                                  | 1                                                                                  | 0                                                                                  |
| 2016                                                                               | 5                                                                                  | 0                                                                                  | 0                                                                                  | 0                                                                                  |
| 2017                                                                               | 4                                                                                  | 0                                                                                  | 0                                                                                  | 0                                                                                  |
| 2018                                                                               | 3                                                                                  | 0                                                                                  | 0                                                                                  | 0                                                                                  |
| 2019                                                                               | 4                                                                                  | 0                                                                                  | 1                                                                                  | 0                                                                                  |
| 2020                                                                               | 1                                                                                  | 0                                                                                  | 0                                                                                  | 0                                                                                  |
| Tổng                                                                               | 33                                                                                 | 0                                                                                  | 3                                                                                  | 0                                                                                  |

#### AFC Asian Cup
| AFC Asian Cup 2019 - Các Tiểu vương quốc Ả Rập Thống nhất | AFC Asian Cup 2019 - Các Tiểu vương quốc Ả Rập Thống nhất | AFC Asian Cup 2019 - Các Tiểu vương quốc Ả Rập Thống nhất | AFC Asian Cup 2019 - Các Tiểu vương quốc Ả Rập Thống nhất |
| Ngày                                                      | Trận đấu                                                  | Sân vận động                                              | Vòng                                                      |
| --------------------------------------------------------- | --------------------------------------------------------- | --------------------------------------------------------- | --------------------------------------------------------- |
| 7 tháng 1, 2019                                           | Iran – Yemen                                              | Abu Dhabi                                                 | Vòng bảng                                                 |
| 14 tháng 1, 2019                                          | UAE – Thái Lan                                            | Al Ain                                                    | Vòng bảng                                                 |
| 22 tháng 1, 2019                                          | Hàn Quốc – Bahrain                                        | Dubai                                                     | Vòng 16                                                   |
| 25 tháng 1, 2019                                          | UAE – Úc                                                  | Al Ain                                                    | Tứ kết                                                    |

#### Vòng loại World Cup 2022
| Vòng loại World Cup 2022  | Vòng loại World Cup 2022 | Vòng loại World Cup 2022             | Vòng loại World Cup 2022                               |
| Ngày                      | Trận đấu                 | Sân vận động                         | Vòng                                                   |
| ------------------------- | ------------------------ | ------------------------------------ | ------------------------------------------------------ |
| 23g45 - 11 tháng 6, 2021  | Việt Nam - Malaysia      | Maktoum bin Rashid Al Maktoum, Dubai | Bảng G - Vòng loại thứ 2 World Cup 2022 khu vực châu Á |
| 23g01 - 2 tháng 9, 2021   | Iran - Syria             | Sân vận động Azadi, Tehran           | Vòng loại thứ 3 World Cup 2022                         |
| 18g00 - 7 tháng 9, 2021   | Hàn Quốc - Liban         | Sân vận động World Cup Suwon, Suwon  | Vòng loại thứ 3 World Cup 2022                         |
| 23g46 - 12 tháng 10, 2021 | UAE - Iraq               | Sân vận động Zabeel, Dubai           | Vòng loại thứ 3 World Cup 2022                         |

#### Khác
- Giải vô địch bóng đá Đông Nam Á (2022,2012,2010)
- Cúp Bóng đá Đông Á (2010)
- Giải vô địch U-19 châu Á (2014)
- Giải vô địch bóng đá U-20 thế giới (2015)
- Cúp bóng đá châu Á (2015, 2019)
- Thế vận hội Rio de Janeiro (2016)
- Vòng loại giải vô địch bóng đá thế giới khu vực châu Á (2016, 2017)
- Cúp bóng đá U-23 châu Á (2016, 2018, 2020)
- Giải vô địch bóng đá U-17 thế giới (2017)
- Giải vô địch bóng đá thế giới các câu lạc bộ (2018)
- Giải bóng đá vô địch quốc gia Việt Nam (2014)[8]

## Giải thưởng
- Giải trọng tài xuất sắc nhất J.League 2018.[10]
- Giải trọng tài xuất sắc nhất J.League 2022.[13]